# Distrikt Chaupimarca
Der Distrikt Chaupimarca liegt in der Provinz Pasco der Region Pasco in Zentral-Peru. Der Distrikt wurde am 27. November 1944 gegründet. Er hat eine Fläche von 15,5 km². Beim Zensus 2017 lebten 25.627 Einwohner im Distrikt. Im Jahr 1993 lag die Einwohnerzahl bei 27.502, im Jahr 2007 bei 27.873. Im Norden des Distriktgebietes befindet sich die auf einer Höhe von 4338 m gelegene Provinz- und Regionshauptstadt Cerro de Pasco. Im Distrikt befindet sich eine große Mine, in der im Tagebau verschiedene Erze abgebaut werden.

## Geographische Lage
Der Distrikt Chaupimarca liegt zentral in der Provinz Pasco. Er befindet sich im Andenhochland am Westrand der peruanischen Zentralkordillere.
Der Distrikt Chaupimarca grenzt im Westen an den Distrikt Simón Bolívar, im Osten an den Distrikt Yanacancha sowie im Süden an den Distrikt Tinyahuarco.